# Archaster
Archaster is een geslacht van zeesterren, en het typegeslacht van de familie Archasteridae.

## Soorten
- Archaster angulatus Müller & Troschel, 1842
- Archaster lorioli Sukarno & Jangoux, 1977
- Archaster typicus Müller & Troschel, 1840